# Elliptio crassidens
Elliptio crassidens är en musselart som först beskrevs av Jean-Baptiste Lamarck 1819.  Elliptio crassidens ingår i släktet Elliptio och familjen målarmusslor. IUCN kategoriserar arten globalt som livskraftig. Inga underarter finns listade i Catalogue of Life.